# Алфијанело
Алфијанело (итал. Alfianello) је насеље у Италији у округу Бреша, региону Ломбардија.
Према процени из 2011. у насељу је живело 2318 становника. Насеље се налази на надморској висини од 52 м.

## Становништво
Према резултатима пописа становништва 2011. у општини је живело 2.451 становника.
| 1931. | 1936. | 1951. | 1961. | 1971. | 1981. | 1991. | 2001. | 2011. |
| ----- | ----- | ----- | ----- | ----- | ----- | ----- | ----- | ----- |
| 2.589 | 2.586 | 2.658 | 1.871 | 2.114 | 2.166 | 2.209 | 2.347 | 2.451 |